# Медаль И. В. Гребенщикова
Медаль И. В. Гребенщикова учреждена Оптическим обществом им. Д. С. Рождественского в 2001 году в честь известного химика, академика АН СССР Ильи Васильевича Гребенщикова (ГОИ, Институт химии силикатов имени И. В. Гребенщикова РАН).
Медаль И. В. Гребенщикова вручается ежегодно членам Оптического общества, а также коллективам и предприятиям, организациям или учреждениям, занимающимся оптическими задачами, за выдающиеся достижения в области прикладной физической оптики, оптического материаловедения и новых оптических технологий.

## Награждённые медалью
По состоянию на 2009 год медаль вручалась 6 раз:
- 2003 — Петровский Гурий Тимофеевич;
- 2004 — Институт химии силикатов им. И. В. Гребенщикова;
- 2006 — Дианов Евгений Михайлович, Миронов Игорь Алексеевич;
- 2007 — Кондратьев Юрий Николаевич;
- 2008 — Арбузов Валерий Иванович, Жилин Александр Александрович,Лунтер Сергей Георгиевич, Полухин Владимир Николаевич;
- 2009 — Конаева Галина Яковлевна.